# Anopheles barbirostris
Anopheles barbirostris is een muggensoort uit de familie van de steekmuggen (Culicidae). De wetenschappelijke naam van de soort is voor het eerst geldig gepubliceerd in 1884 door van der Wulp.